# Frankie Kent
Frankie James Kent (Romford, 21 novembre 1995) è un calciatore inglese, difensore degli Hearts.

## Caratteristiche tecniche
È un difensore centrale molto abile nella lettura del gioco e che fa dell'aggressività di gioco la sua dote migliore, supportato anche dalla propria stazza.

## Carriera
Cresciuto nelle giovanili dell'Arsenal, a 17 anni passa al Colchester Utd, con cui esordisce in prima squadra il 3 maggio 2014 in occasione dell'incontro di campionato vinto per 1-0 in casa del Walsall. Il 9 agosto 2017 mette a segno la sua prima rete da professionista realizzando l'unica rete del Colchester contro l'Aston Villa in EFL Cup.
Il 22 giugno 2019 firma un contratto triennale con il Peterborough Utd che paga al Colchester la clausola rescissoria. Con i Posh contribuisce a ottenere la promozione in Championship, terminando il campionato di Football League One 2020-2021 al secondo posto.
Nel 2023 si trasferisce agli scozzesi dell'Heart of Midlothian, in Scottish Premiership. Esordisce con i Jambos il 5 agosto in occasione dell'incontro di campionato vinto per 2-0 in casa del St. Johnstone. Trova la sua prima rete con gli Hearts in occasione del quinto turno di Coppa di Scozia, siglando il definitivo 2-1 contro gli Spartans.

## Statistiche

### Presenze e reti nei club
Statistiche aggiornate al 18 maggio 2024.
| Stagione                | Squadra                 | Campionato              | Campionato | Campionato | Coppe nazionali | Coppe nazionali | Coppe nazionali | Coppe continentali | Coppe continentali | Coppe continentali | Altre coppe | Altre coppe | Altre coppe | Totale | Totale |
| Stagione                | Squadra                 | Comp                    | Pres       | Reti       | Comp            | Pres            | Reti            | Comp               | Pres               | Reti               | Comp        | Pres        | Reti        | Pres   | Reti   |
| ----------------------- | ----------------------- | ----------------------- | ---------- | ---------- | --------------- | --------------- | --------------- | ------------------ | ------------------ | ------------------ | ----------- | ----------- | ----------- | ------ | ------ |
| 2013-2014               | Colchester Utd          | FL1                     | 1          | 0          | FACup+CdL       | 0               | 0               | -                  | -                  | -                  | FLT         | 0           | 0           | 1      | 0      |
| 2014-2015               | Colchester Utd          | FL1                     | 10         | 0          | FACup+CdL       | 0               | 0               | -                  | -                  | -                  | FLT         | 1           | 0           | 11     | 0      |
| 2015-2016               | Colchester Utd          | FL1                     | 26         | 0          | FACup+CdL       | 2+0             | 0               | -                  | -                  | -                  | FLT         | 1           | 0           | 29     | 0      |
| 2016-2017               | Colchester Utd          | FL2                     | 13         | 0          | FACup+CdL       | 0+1             | 0               | -                  | -                  | -                  | FLT         | 1           | 0           | 15     | 0      |
| 2017-2018               | Colchester Utd          | FL2                     | 37         | 2          | FACup+CdL       | 1+1             | 0+1             | -                  | -                  | -                  | FLT         | 2           | 0           | 41     | 3      |
| 2018-2019               | Colchester Utd          | FL2                     | 40         | 4          | FACup+CdL       | 1+1             | 0               | -                  | -                  | -                  | FLT         | 2           | 1           | 44     | 5      |
| Totale Colchester Utd   | Totale Colchester Utd   | Totale Colchester Utd   | 127        | 6          |                 | 7               | 1               |                    | -                  | -                  |             | 7           | 1           | 141    | 8      |
| 2019-2020               | Peterborough Utd        | FL1                     | 28         | 1          | FACup+CdL       | 3+1             | 1+0             | -                  | -                  | -                  | FLT         | 2           | 0           | 34     | 2      |
| 2020-2021               | Peterborough Utd        | FL1                     | 45         | 1          | FACup+CdL       | 1+1             | 0               | -                  | -                  | -                  | FLT         | 2           | 1           | 49     | 2      |
| 2021-2022               | Peterborough Utd        | FLC                     | 34         | 1          | FACup+CdL       | 2+1             | 0               | -                  | -                  | -                  | -           | -           | -           | 37     | 1      |
| 2022-2023               | Peterborough Utd        | FL1                     | 42+2       | 2+0        | FACup+CdL       | 2+1             | 0               | -                  | -                  | -                  | FLT         | 2           | 0           | 49     | 2      |
| Totale Peterborough Utd | Totale Peterborough Utd | Totale Peterborough Utd | 151        | 5          |                 | 12              | 1               |                    | -                  | -                  |             | 6           | 1           | 169    | 7      |
| 2023-2024               | Hearts                  | SP                      | 35         | 0          | SC+SLC          | 2+3             | 1+0             | UECL               | 4                  | 0                  |             | -           | -           | 44     | 1      |
| Totale carriera         | Totale carriera         | Totale carriera         | 313        | 11         |                 | 24              | 3               |                    | 4                  | 0                  |             | 13          | 2           | 354    | 14     |